# 宮内串戸駅
宮内串戸駅（みやうちくしどえき）は、広島県廿日市市串戸四丁目にある、西日本旅客鉄道（JR西日本）山陽本線の駅である。駅番号はJR-R08。

## 概要
1987年4月、廿日市町（当時）が市制移行に伴う都市基盤事業の一環として、当駅・阿品駅新設をJR西日本に要望した。同町は市制移行時の2駅同時開設を計画していたが、阿品駅は建設費負担割合で協議が難航したため、当駅を先行して開業させることとなった。
当駅は、建設費2億7000万円の全額を期成同盟会が負担することで設置が早期に決定し、同年10月には協定を締結して工事が進められ、翌年廿日市市に移行した2日後の4月3日に開業した。

### 駅名について
駅名は、廿日市市宮内地区と串戸地区の名を組合わせたものである（合成地名）。
串戸地区のほぼ中心に位置しているため、検討段階では「串戸駅」が候補に挙がっていたが、古く1925年（大正14年）に開業した広島電鉄宮島線の宮内駅とほぼ隣接していること、また人口の多い宮内地区の玄関口としての機能が期待されたことから、宮内地区住民の要望を取入れる形で「宮内串戸駅」と決定した（元々、串戸村は宮内村の下村だったと言う経緯もある）。開業は宮園・四季が丘両団地の本格的開発の時期であり、人口増加と共に利用者数も順調に増加した。

## 歴史

### 年表
- 1987年（昭和62年）10月：駅工事協定締結[3]。
- 1988年（昭和63年）4月3日：山陽本線廿日市駅 - 宮島口駅間に新設[2]。
- 1992年（平成4年）：みどりの窓口営業開始。
- 1998年（平成10年）3月14日：ダイヤ改正に伴い、快速列車（現・「通勤ライナー」）の停車駅となる。
- 2006年（平成18年）3月：エレベーター使用開始。
- 2007年（平成19年）
  - 6月5日：ICOCA対応自動改札機設置。
  - 9月1日：ICカード「ICOCA」が利用可能となる。
- 2008年（平成20年）
  - 3月15日：ダイヤ改正に伴い、快速「シティライナー」の停車駅となる[注釈 1]。上りホームの屋根を4両分から8両分に延長。
  - 3月18日：廿日市市道宮内串戸駅通線竣工、暫定使用開始。
  - 10月27日：駅前広場整備事業完了。
- 2011年（平成23年）4月1日 - 業務委託駅となる。
- 2016年（平成28年）南口（2019年8月）
  - （時期不明）：自動改札機を増設[4]。

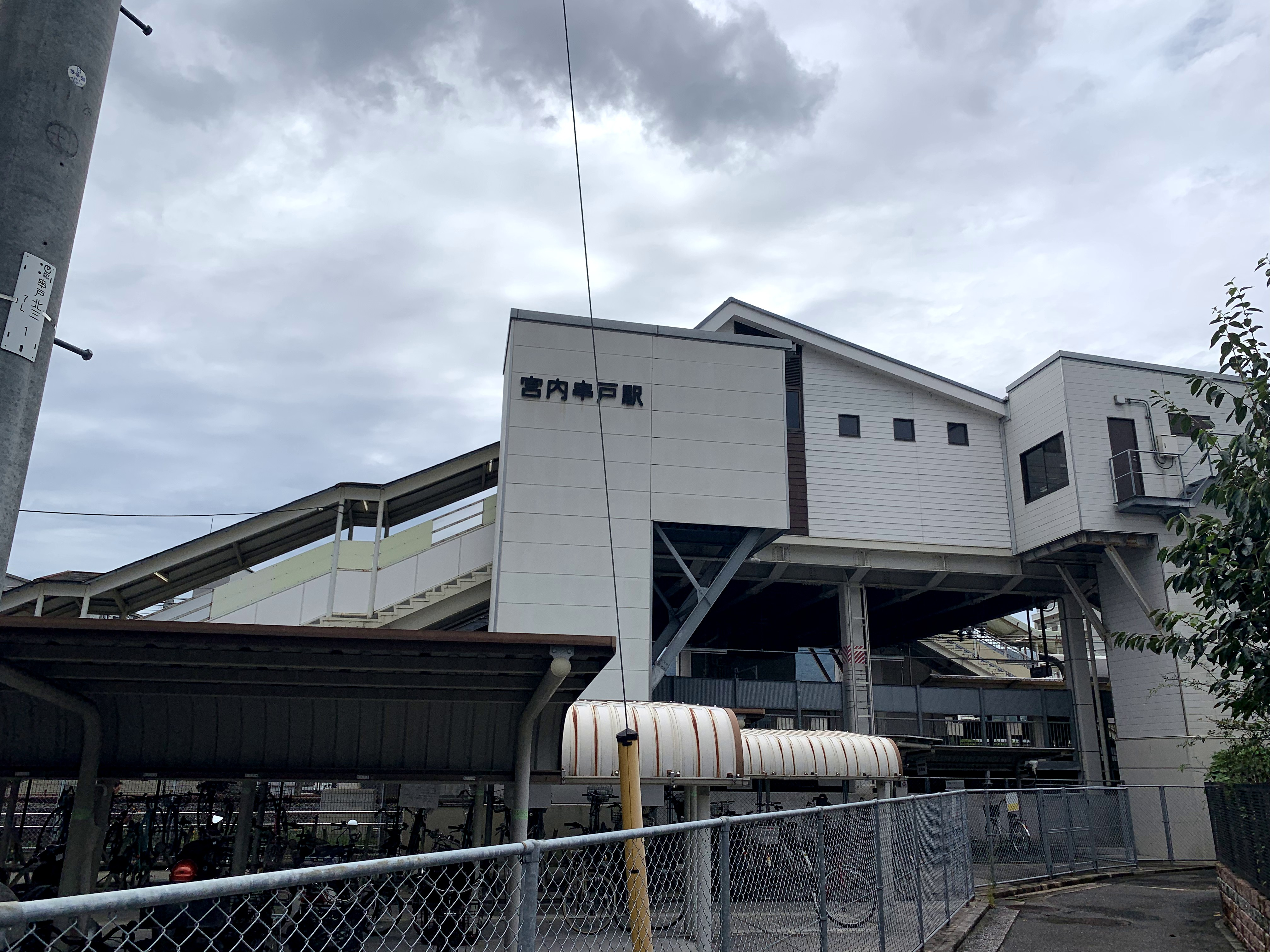
南口（2019年8月）

  - 3月24日：バス乗り場にバスロケ新設、試験運用開始。
  - 4月1日：バスロケ本運用開始。
- 2020年（令和2年）
  - 3月14日：ダイヤ改正に伴い、快速「シティライナー」の通過駅に戻る。
  - 5月12日：みどりの窓口営業終了。
  - 5月13日：みどりの券売機プラス使用開始。改札係員不在時間帯が設定される。

- 2021年（令和3年）
  - 7月1日 - 駅業務がJR西日本広島メンテックからJR西日本中国交通サービスへ移管される[5]。
  - 11月1日：組織改正に伴い、駅管理権限が宮島口駅から横川駅に移転し当駅も横川管理駅の被管理駅となる。

## 駅構造
8両編成に対応する相対式ホーム2面2線を有する地上駅。橋上駅舎を備える。分岐器や絶対信号機を有さないため、停留所に分類される。ホーム屋根は下りホームが2両分、上りホームが8両分ある。
業務委託駅（JR西日本中国交通サービス受託）。みどりの券売機プラスが設置されている。ICOCA利用可能駅（相互利用可能なICカードはICOCAの項を参照）。

### のりば
| のりば | 路線     | 方向 | 行先             |
| ------ | -------- | ---- | ---------------- |
| 1      | 山陽本線 | 下り | 宮島口・岩国方面 |
| 2      | 山陽本線 | 上り | 広島・呉方面     |

## 駅前整備事業
既存の住宅街に後から開業した駅であるため、幅員の狭い生活道路を駅への連絡道路として使用せざるを得ない状態が長く続いていた。RV車やワゴン離合でも困難がある程の幅しか無く、路線バスは車体が小さいコミュニティバス「廿日市さくらバス」を除いて駅前まで到達出来なかった他、通勤通学時間帯には送迎マイカーやタクシーで渋滞が慢性化していた。宮園・四季が丘・陽光台と言った大規模ニュータウンへの玄関口としては貧弱な状態で、駅前ロータリーだけで無く幹線道路との連絡についても整備を望む声は強かった。
駅前と駅連絡道路整備については1997年（平成9年）に都市計画決定（都市計画道路宮内串戸駅通線外整備事業）した。2001年（平成13年）に着工後、2008年（平成20年）3月に道路が暫定的に開通して、西広島バイパス及び団地方面（更に佐伯・吉和方面）とのアクセスが飛躍的に改善した。
2008年10月に整備事業が完了。
この事業に伴い駅北口の景観は一変した。路線バスは駅に乗入れることが可能となり、駅前ロータリーの歩道が拡幅されて、改札階までのエレベーターも新設される等、特にこれまで不便を強いられていた高齢者や交通弱者にとって朗報となった。
今後は西方面に地御前串戸線整備が進められる他、整備が進んでいる広島南道路とのアクセス改善も計画されている。

## 利用状況
「廿日市市統計書」によると、近年の1日平均乗車人員の推移は以下の通り。廿日市市で最も利用者が多い駅である。
| 年度                | 1日平均 乗車人員 |
| ------------------- | ---------------- |
| 1988年（昭和63年）  | 2,131            |
| 1989年（平成 元年） | 2,730            |
| 1990年（平成02年）  | 3,358            |
| 1991年（平成03年）  | 3,773            |
| 1992年（平成04年）  | 4,029            |
| 1993年（平成05年）  | 4,258            |
| 1994年（平成06年）  | 4,403            |
| 1995年（平成07年）  | 4,462            |
| 1996年（平成08年）  | 4,572            |
| 1997年（平成09年）  | 4,523            |
| 1998年（平成10年）  | 4,509            |
| 1999年（平成11年）  | 4,568            |
| 2000年（平成12年）  | 4,723            |
| 2001年（平成13年）  | 4,737            |
| 2002年（平成14年）  | 4,644            |
| 2003年（平成15年）  | 4,653            |
| 2004年（平成16年）  | 4,708            |
| 2005年（平成17年）  | 4,645            |
| 2006年（平成18年）  | 4,633            |
| 2007年（平成19年）  | 4,692            |
| 2008年（平成20年）  | 4,888            |
| 2009年（平成21年）  | 4,943            |
| 2010年（平成22年）  | 4,958            |
| 2011年（平成23年）  | 4,961            |
| 2012年（平成24年）  | 4,950            |
| 2013年（平成25年）  | 5,015            |
| 2014年（平成26年）  | 4,858            |
| 2015年（平成27年）  | 5,146            |
| 2016年（平成28年）  | 5,042            |
| 2017年（平成29年）  | 5,071            |
| 2018年（平成30年）  | 4,919            |
| 2019年（令和 元年） | 4,807            |
| 2020年（令和02年）  | 3,792            |
| 2021年（令和03年）  | 3,663            |
| 2022年（令和04年）  | 3,924            |
| 2023年（令和05年）  | 4,110            |

## 駅周辺
駅を出て南側に広島電鉄宮島線の宮内駅がある（徒歩約5分）。
周辺は住宅の他企業・商店・公共施設が点在する市街地である。廿日市駅に明確なターミナル機能が無いこともあり、廿日市市玄関口としての機能も部分的に果たしている。
佐伯地区（旧：佐伯町）・吉和地区（旧：吉和村）の最寄駅でもある。
- 廿日市市役所：JRでは最寄りとなる（最も近いのは広電の廿日市市役所前（平良）駅）。
- はつかいち文化ホール さくらぴあ
- 廿日市市スポーツセンター サンチェリー
- ティナコート
- ハローワーク廿日市
- ゆめタウン廿日市
- 広島岩国道路 廿日市インターチェンジ

## バス路線
宮内串戸駅 バス停に広島電鉄と廿日市さくらバスが発着する。
- 12 四季が丘線（広電バス[9]）：廿日市市役所前駅・廿日市市役所方面 / 四季が丘方面
- 13 佐伯線（広電バス）：廿日市市役所前駅・廿日市市役所方面 / 佐伯支所・津田方面
- 廿日市さくらバス[10] 宮内ルート

## 隣の駅
西日本旅客鉄道（JR西日本）
 山陽本線
■快速「通勤ライナー」（平日朝上りのみ運転）
五日市駅 (JR-R06) - 宮内串戸駅 (JR-R08) - 宮島口駅 (JR-R10)
■快速「シティライナー」
通過
■普通
廿日市駅 (JR-R07) - 宮内串戸駅 (JR-R08) - 阿品駅 (JR-R09)